# Edith Mastenbroek
Edith Mastenbroek (* 23. März 1975 in Den Haag; † 23. August 2012) war eine niederländische Politikerin.
Mastenbroek gehörte in den 1990er Jahren der Niet Nix (Mehr als Nichts) an, einer innerparteilichen Reformbewegung der sozialdemokratischen PvdA. 2000 unterstützte sie Al Gore im US-amerikanischen Präsidentschaftswahlkampf. 2004 wurde sie in das Europäische Parlament gewählt. Im April 2008 schied sie jedoch aus gesundheitlichen Gründen aus und wurde durch Jan Cremers ersetzt. Sie verstarb im Alter von 37 Jahren an einem Herzstillstand.